# مقابلة البيانات
مقابلة المعطيات أو البيانات أو ربطها[بحاجة لمصدر] في الحوسبة وإدارة البيانات هي عملية مقابلة العناصر المختلفة في أنماط البيانات، يستخدم مقابلة البيانات خطوةً أولية لتكامل التطبيقات، والمهمات المتنوعة؛ والتي تشمل:
- نقل أو تعديل البيانات بين المصدر والهدف.
- تعريف العلاقات بين البيانات وذلك جزءً من تحليل النسب والسلالات.
- تغطية البيانات الحساسة مثل آخر أربع أرقام من رقم الضمان الإجتماعي مخفي في معرف المستخدم الآخر وذلك نوعًا من إخفاء البيانات أو مشروع إعادة التعريف.
- دمج قواعد بيانات متعددة في قاعدة بيانات واحده وتعريف حقول البيانات المكررة لدمجها أو ازالتها.